# Maria Teresa Mas de Xaxars Rivero
Maria Teresa Mas de Xaxars Rivero, més coneguda com a Teresa Mas de Xaxars (Barcelona, 13 de setembre de 1982) és una remera catalana.

## Trajectòria
Durant la seva trajectòria esportiva ha estat vinculada al Club Natació Banyoles, competint amb el qual fou doble campiona d'Espanya juvenil i campiona del món sub-23 al Campionat Mundial de Sevilla de 2002. L'any anterior, el 2001, va acabar en cinquena posició al mundial de rem disputat a Lucerna, Suïssa).
En la categoria absoluta, aconseguí tres medalles de bronze en els Campionats del Món del 2002, 2005 i 2006, i una en els Jocs Mediterranis de 2005, sempre en esquif lleuger, i la medalla de plata en doble scull en la prova de la Copa del Món disputada a Banyoles el 2009. Participà en la prova del doble scull lleuger en els Jocs Olímpics d'Estiu de 2004 a Atenes. Ha estat campiona d'Espanya en sis ocasions. El 2010 aconseguí el títol de campiona d'Espanya d'ergòmetre, obtenint el millor temps (7:09.30) de la categoria lleuger, en el campionat estatal d'ergòmetre que es va disputar a Tui, a Pontevedra.

## Reconeixements
L'any 2003 va rebre la medalla de bronze del Reial Orde del Mèrit Esportiu.
El setembre del 2002 la seva població, Banyoles, li oferí un homenatge després d'haver fet història en el món del rem, aconseguint la tercera posició en el Campionat Mundial de Sevilla.